# スイス・イタリアーナ管弦楽団
スイス・イタリアーナ管弦楽団（Orchestra della Svizzera italiana）は、スイス・ルガーノに本拠地があるスイス・イタリアーナ放送（Radiotelevisione della Svizzera Italiana ）所属のオーケストラである。日本では、スイス・イタリア語放送管弦楽団、あるいは、ルガーノ放送管弦楽団、と表記されることもある。

## 概要
1935年にスイス・イタリアーナ放送管弦楽団（Orchestra della Radiotelevisione della Svizzera Italiana）として設立される。1991年現在名に改称。現代音楽を得意としていて、リヒャルト・シュトラウスやストラヴィンスキーらを指揮者として招いたり、時々の著名な指揮者を招いている。歴代の指揮者として、レオポルド・カセッラ（Leopoldo Casella）、オトマール・ヌッシオ、アラン・ロンバールらなどがいる。2015年からマルクス・ポシュナーが首席指揮者を務める。
主なレコーディングとして、ヘルマン・シェルヘン指揮でベートーヴェンの交響曲全集、マルタ・アルゲリッチとセルゲイ・ナカリャコフの独奏・アレクサンドル・ヴェデルニコフ指揮でショスタコーヴィッチのピアノ協奏曲第1番や各種放送録音などがある。

## 歴代首席指揮者
- レオポルド・カセッラ (1933年–1938年)
- オトマール・ヌッシオ（1938年–1968年）
- マルク・アンドレーエ（1969年–1991年）
- ニコラス・カーシー（1993年–1996年）
- アラン・ロンバール（1999年–2005年）
- マルクス・ポシュナー（英語版） (2015年～ ）